# Baldassarre Lanci
Baldassarre Lanci (Urbino, 1510 – 1571) è stato un ingegnere militare, architetto e inventore italiano.

## Biografia
Ingegnere militare di origine urbinate, il Lanci fu al servizio della Repubblica di Lucca dal 1547 al 1557. In questo periodo lavorò anche per i Francesi che presidiavano Montalcino per la Repubblica di Siena (1549), e per Marcantonio Colonna a Paliano e a Nettuno. Compì sopralluoghi per conto di Pio IV (1499-1565, papa dal 1559) alle mura di Roma e alle fortezze di Ancona, Ostia e Civitavecchia. Nel 1557 passò al servizio di Cosimo I de' Medici (1519-1574) con l'incarico di fortificare la città di Siena, appena conquistata, e altri centri della Toscana. A questo periodo risalgono gli strumenti topografici costruiti per la collezione del Granduca. Operò in Maremma come ingegnere idraulico, costruendo, tra l'altro, l'acquedotto di Sovana, e contribuì ai lavori per il miglioramento del porto di Livorno (1566-1567), dove sperimentò una draga di sua invenzione. Si distinse anche come architetto civile - sembra sia l'autore della chiesa della Madonna della Rosa a Chianciano Terme - ed è ricordato come scenografo da Egnazio Danti (1536-1586) nel commento a Le due regole della prospettiva (Roma, 1583) di Jacopo Barozzi da Vignola (1507-1573).
Dal 1564 si dedicò a dirigere i lavori per la realizzazione delle mura di Grosseto. Morì nel 1571, lasciando l'incarico al figlio Marino, che lo aveva affiancato dal 1567.